# (6946) 1980 RX1
A (6946) 1980 RX1 a Naprendszer kisbolygóövében található aszteroida. Henri Debehogne és L. Houziaux fedezte fel 1980. szeptember 15-én.